# Леонель Хустіньяно
Леонель Хустіньяно (ісп. Leonel Justiniano, нар. 2 липня 1992, Санта-Крус-де-ла-Сьєрра) — болівійський футболіст, півзахисник клубу «Болівар» та національної збірної Болівії.

## Клубна кар'єра
Вихованець клубу «Болівар». 27 листопада 2011 року в матчі проти «Реал Потосі» він дебютував у чемпіонаті Болівії. 4 листопада 2012 року в поєдинку проти «Петролеро» Леонель забив свій перший гол за «Болівар». Всього в рідній команді провів три роки, взявши участь у 66 матчах чемпіонату і виграв з командою Клаусуру 2013 року. 
Влітку 2014 року Хустіньяно на правах оренди перейшов у «Насьйональ» з Потосі. 11 серпня в матчі проти «Блумінга» він дебютував за нову команду. 31 серпня в поєдинку проти «Петролеро» Леонель забив свій перший гол за «Насьональ». 
Влітку 2015 року Хустіньяно повернувся в «Болівар», з яким ще 3 рази виграв чемпіонат. Станом на 2 липня 2019 року відіграв за команду з Ла-Паса 192 матчі в національному чемпіонаті.

## Виступи за збірну
23 березня 2017 року дебютував в офіційних матчах у складі національної збірної Болівії у відбірковій грі до чемпіонату світу 2018 року проти збірної Колумбії (0:1).
У складі збірної був учасником розіграшу Кубка Америки 2019 року у Бразилії. У третьому матчі в групі проти Венесуели відзначився голом на 82-й хвилині, але збірна Болівії поступилася з рахунком 1:3 і покинула турнір.

## Досягнення
- Чемпіон Болівії (4): Клаусура 2013, Апертура 2017, Клаусура 2017, Апертура 2019